# Augustus Sterk
Augustus Sterk (Haarlem, 1 februari 1748 – aldaar, 27 oktober 1815) was een Nederlands predikant en publicist.

## Leven en werk
Sterk studeerde theologie in Halle, als leerling van Johann Salomo Semler, en Leipzig. Als Luthers predikant stond hij achtereenvolgens in Beverwijk (1769-1773), Leeuwarden (1773-1780), Den Haag (1780-1783) en Amsterdam (1783-em. 1802). In Friesland was Sterk ook secretaris van de classis Leeuwarden van de Oeconomische Tak van de Hollandsche Maatschappij. In 1802 ging hij met emeritaat. Sterk werd beschouwd als een goed spreker. Naar aanleiding van een uitgave van Petrus Camper in 1774, ontstond er een pennenstrijd tussen beide heren over kindermoord en zelfmoord.
Zijn rationalistische opvattingen leidden in Amsterdam tot moeilijkheden. In juni 1786 hield hij een rede over bewijzen voor de leer van de Drie-eenheid. Een aantal gemeenteleden diende in een aantal maanden later een klacht in tegen Sterk en twee andere predikanten, omdat ze zich onvoldoende zouden houden aan de Lutherse leer. Het conistorie stelde de predikanten in het gelijk. Uiteindelijk leidde dit tot een kerkscheuring.
Sterk publiceerde diverse (vertaalde) theologische werken en leerreden, waaronder een handwoordenboek voor het Nieuwe Testament en een leerrede naar aanleiding van het 250-jarig jubileum van de Augsburgse geloofsbelijdenis in 1780. Hij werkte ook mee aan het tijdschrift Vaderlandsch Magazijn van Wetenschap, Kunst en Smaak, dat van 1800 t/m 1812 verscheen. Op pedagogisch vlak publiceerde Sterk in 1777 zijn vertaling van Plan van philantropijnse opvoeding van C.F. Bahrdt en gaf hij van 1783 tot 1786 het Weekblad voor Neerlands jongelingenschap uit, met -vaak vertaalde- artikelen die een deugdzaam leven aanprezen.
De Amsterdamse kunstenaar Reinier Vinkeles tekende in 1794 Sterks portret. Johannes Lublink de Jonge dichtte daarbij: 

Dit is 't gelaat van STERK, alsöf men 't leevend ziet.
Wie, die hem hoort of leest, kent 's mans verdiensten niet,
Die Luthers schaar aan 't Y ten steun en roem verstrekken,
En aan 't gezond verstand, in 't leerrykst beeld, ontdekken
Hoe veel de Waarheid met een' vriendlyken lach
En fraai bespraakte tong op 't buigzaam hart vermag.

Sterk overleed in 1815, op 67-jarige leeftijd.

## Familie
Augustus (ook August) Sterk, was een zoon apotheker Augustus Sterk en Margaretha Elisabeth Messing. Zijn broer Isaac Cornelis Sterk (1752-1827) was naast apotheker onder andere burgemeester, wethouder en weesmeester in Haarlem. Augustus Sterk trouwde in 1772 met Clara Johanna Cobbe (1749-1829). Uit dit huwelijk werd een aantal kinderen geboren, onder wie makelaar Augustus Elink Sterk (1773-1822). Hij was op zijn beurt vader van onder anderen Statenlid Augustus Elink Sterk jr. (1796-1875), dr. Jacob Willem Elink Sterk (1806-1856), rector van het gymnasium in Arnhem, en kunstenaar Isaac Cornelis Elink Sterk (1808-1871).
- Biografisch Portaal: 02012457
- Digitale Bibliotheek voor de Nederlandse Letteren: ster026
- Gemeinsame Normdatei: 104204583
- International Standard Name Identifier: 0000 0000 0386 8113
- Nederlandse Thesaurus van Auteursnamen: 070312818
- Virtual International Authority File: 59519528